# Leopold von Auer
Leopold von Auer, född 7 juni 1845 i Veszprém, död 15 juli 1930 i Dresden, var en ungersk-rysk violinist och violinpedagog.
Leopold von Auer studerade bland annat för Joseph Joachim. mellan 1863 och 1866 var han konsertmästare i Düsseldorf och 1866–1868 i Hamburg. Från 1868 till 1917 var han soloviolinist hos tsaren och violinprofessor vid konservatoriet i Sankt Petersburg. Mellan 1887 och 1897 var han dirigent för kejserliga ryska musiksällskapets konserter, 1917 i Kristiania, sedan 1918 i New York där han grundade en violinskola. Han framträdde i Sverige 1863, 1865 och 1917. Till hans elever hör Mischa Elman, Jascha Heifetz, Kathleen Parlow, Fritz Ahlberg och Greta af Sillén-Roos. Han invaldes som utländsk ledamot 219 av Kungliga Musikaliska Akademien den 30 mars 1908.